# Rita Maria Osório Jorge
Rita Maria Osório Jorge (Peniche, 18 de fevereiro de 2000) é uma xadrezista portuguesa. Ao nível internacional é, desde em 2016, Mestre FIDE feminina (WMF), sendo que já em 2014 era candidata a mestra (WCM). Participou nas Olimpíadas de 2016 (Azerbaijão), 2018 (Geórgia) e online de 2020 e 2021, no mundial de 2015 (Grécia) e nos campeonatos europeus de jovens de 2010 (Áustria), 2013 (Montenegro), 2016 (República Checa), 2017 (Roménia) e 2018 (Áustria). Em Portugal, participou em todos os campeonatos nacionais de jovens de 2011 a 2020, sendo que em 2019 foi campeã nacional feminina em
Sub-20, categoria em que também ficou no segundo lugar absoluto (isto é, entre competidores masculinos e femininos). Também em 2020 foi campeã nacional de sub-20.

## Títulos
Pela Federação Internacional de Xadrez (FIDE) é Mestre FIDE feminina (WMF), desde 2016, sendo já candidata a mestra em 2014 (WCM), integrando o lote restrito das que alcançaram este título WMF.
No contexto interno, Rita Maria Osório Jorge ganhou o Campeonato português de xadrez feminino de sub-20 em 2019, categoria em que também ficou no segundo lugar absoluto (isto é, entre competidores masculinos e femininos). Também em 2020 foi campeã nacional de sub-20, sendo uma das melhores xadrezistas de Portugal, tal como o é ao nível internacional.

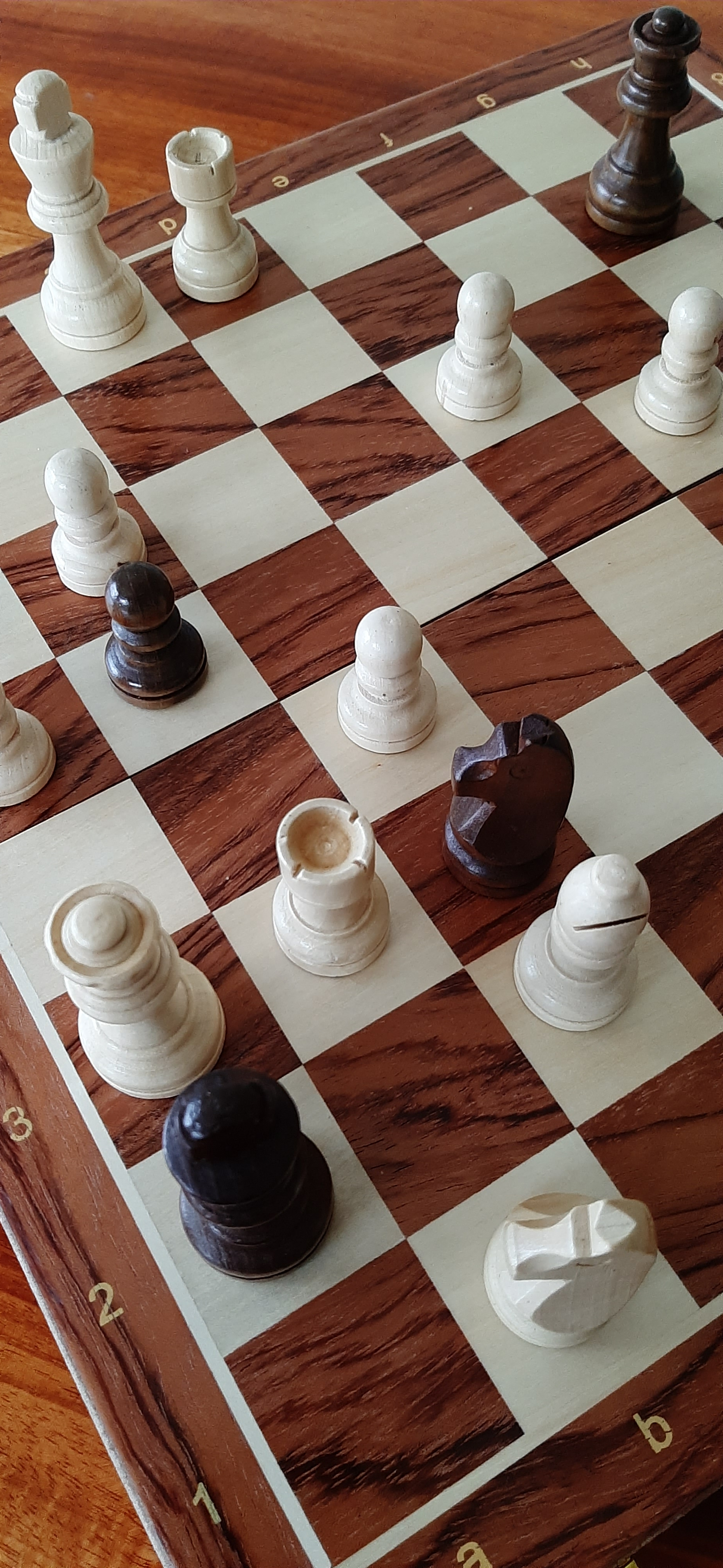
O tabuleiro do jogo em que Rita Jorge é mestra a movimentar peças e ganhar

## Campeonatos, torneios e olimpíadas
Participou desde muito jovem em eventos, torneios e campeonatos nacionais e internacionais, sendo de destacar, entre muitos outros, os seguintes:
- Olimpíadas de xadrez feminino de 2016 (Azerbaijão) e 2018 (Geórgia) e online de 2020 e 2021;[4][2][3][9]
- Campeonato mundial de 2015, 25 de outubro a 5 de novembro, Grécia (sub-16);[3]
- Campeonatos europeus de jovens de 2010 (Áustria - onde obteve o 1.º lugar feminino), 2013 (Montenegro - sub-14), 2016 (República Checa - sub-16), 2017 (Roménia - sub-18) e 2018 (Áustria - sub-18);[3][10]
- Campeonato de jovens da União Europeia, 4 a 12 de agosto de 2010, Áustria, onde foi participar como 1.º lugar feminino;[3]
- todos os Campeonatos portugueses femininos de jovens entre 2011 e 2020,[3] sendo que neste último ano classificou-se em 1.º lugar na categoria Sub-20, e em 2019 foi campeã nacional feminina em Sub-20, categoria em que também ficou no segundo lugar absoluto (isto é, entre competidores masculinos e femininos);[11][6]
- Open Portugal/cidade de Lisboa, 2019, onde, na segunda jornada, mereceu destaque entre os duzentos e setenta participantes, ao vencer o mestre FIDE norueguês Lucas Ranaldi, um adversário muito mais cotado.[12]
- XXIV Torneio de xadrez activo de Montemor-o-Velho (2011);[3]
- I Open internacional - cidade de Aveiro, 7 a 13 de julho de 2011, no Centro cultural e de congressos de Aveiro;[3]
- Torneio de outono do Ateneu comercial de Lisboa - CX Semirrápidas AXL 2011-12;[3]
- 14º Open de Benfica – 2011;[3]
- I Torneio de primavera do grupo desportivo da Carris, 2012;[3]
- III Open internacional xadrez Pampilhosa da Serra / XXXIII C. N. Individual SR, 2012;[3]
- XIV Torneio internacional da Cela (Alcobaça), 21 de outubro de 2012;[3]
- XXV Torneio de xadrez activo de Montemor-o-Velho, 2012;[3]
- III Verão de São Martinho – GXSM;[3]
- XXVI Torneio de xadrez activo de Montemor-o-Velho, 2013;[3]
- XV Torneio internacional da Cela (Alcobaça), 19 de outubro de 2013;[3]
- I Torneio de xadrez do museu da RTP (Rádio e Televisão de Portugal);[3]
- Torneio de Ginásio Clube de Odivelas, Circuito semirrápidas AXL 2013-14;[3]
- Open internacional da Queima das fitas;[3]
- Weekend Lisbon chess tournaments, 7 a 9 de março de 2014, Lisboa;[3]
- II Torneio de xadrez cidade de Leiria, 7 de junho de 2014;[3]
- Campeonato regional de xadrez - desporto escolar – Vale Tejo – Juvenis, torneio B, Escola Secundária Artur Gonçalves, 5 de abril de 2014, Torres Novas;[3]
- XVI Torneio internacional da Cela (Alcobaça), 19 de outubro de 2014;[3]
- XVII Torneio aberto de xadrez da freguesia de Benfica (Open de Benfica), 7 de dezembro de 2014, Lisboa;[3]
- Lisbon Christmas International Chess Open (Class-CNL), 26 a 30 de dezembro de 2014, Lisboa;[3]
- I torneio aberto de xadrez “Associação Peão Cavalgante”, 25 de abril de 2015, Centro Cultural Gonçalves Sapinho, Benedita;[3]
- Open Internacional da Queima das fitas 2015, 30 de abril a 3 de maio;[3]
- 1º Open internacional Odisseias, 12 de agosto de 2015;[3]
- XXVII Torneio de xadrez activo de Montemor-o-Velho, 12 de setembro de 2015;[3]
- Encontro "Chess & Friends", 10 de outubro de 2015;[3]
- Portugal open 2015, 30 de agosto a 5 de setembro;[3]
- I Torneio de semirrápidas CNM, Santo António dos Olivais (Coimbra), 15 de julho de 2016;[3]
- X taça Memede Diogo, 22 de dezembro de 2018;[3]
- V Famalicão international chess open, 29 de julho a 5 agosto de 2017, Famalicão;[3]
- Segundo festival de xadrez da Cidade Europeia do Desporto 2019, Portimão - (7.ª classificada);[13]

### Estágios
- em 9 e 10 de março de 2019, no Centro de Estágios da DESMOR, em Rio Maior, participou no 1.º estágio do ano de 2019 da Selecção Nacional Feminina, que, conduzido pelo Mestre internacional Sérgio Rocha, serviu para juntar um grupo de atletas em observação e promover o espírito de equipa entre as xadrezistas;[14]
- em 23 e 24 de novembro de 2019, no Centro de Estágios da DESMOR, em Rio Maior, participou, com mais 7 xadrezistas, representando 7 clubes, no 3.º estágio nacional feminino do ano de 2019, visando a sua preparação para competições internacionais;[15]

## Associativismo
- membro da Associação Centro Cultural Desportivo Estrelas São João de Brito; . Jogou também pelo Galitos-Grupel.[12]

## Vida pessoal
Nascida a 18 de fevereiro de 2000, na cidade de Peniche, em Portugal, para além do xadrez, que começou a jogar aos 7 anos de idade, «com tantas ondas ao pé de casa» dedica-se também ao surf. Começou a praticar a modalidade em criança, impulsionada por um primo, nadador-salvador, e, depois, inscrita, pelo pai, numa escola de surf. Prefere o free surf, porque pode estar completamente descontraída, passando horas seguidas no mar com os amigos e muito se divertindo, nas praias dos Supertubos e Almagreira. As suas inspirações são, ao nível nacional, Kikas (Frederico Morais), e ao nível internacional Carissa Moore e Bethany Hamilton, esta sobretudo pelo seu exemplo de vida. Rita Jorge tem apelado ao respeito pelo meio ambiente, em particular para que se mantenham as praias limpas, com o lema: “Sorri para a natureza e a natureza sorrirá para ti”. O seu animal preferido é o golfinho, porque também “surfa”. O seu destino de sonho a Austrália.

## Reconhecimento
Prémio de mérito desportivo, na modalidade xadrez, atribuído pela Câmara Municipal de Peniche, em 22 de novembro de 2016.